# Jim Dine
Jim Dine, né le 16 juin 1935 à Cincinnati dans l'Ohio, est un artiste américain, représentant du pop art, bien qu'il se considère comme lié à tort à ce mouvement. Peintre, sculpteur, graveur, illustrateur et poète, on le considère parfois comme faisant partie du mouvement Neo-Dada.

## Biographie
Jim Dine naît le 16 juin 1935 à Cincinnati dans l'Ohio, aux États-Unis.
Il étudie à l’Université de l'Ohio et obtient un Bachelor of Fine Arts (grade universitaire) de l'université de l'Ohio en 1957. Dans les années 1959-1960, Dine est l'un des pionniers des happenings qu'il réalise avec les artistes Claes Oldenburg, Allan Kaprow, Robert Whitman et le musicien John Cage. Le tout premier est The Smiling Worker, performance de 1959.
Au début des années 1960, Dine réalise des œuvres s'inscrivant dans le courant pop art à partir de motifs courants (cœurs, crânes…) ou de symboles de la vie de tous les jours (bouteilles, récipients, outils…) montés en série et parfois d'objets réels qu'il insère dans ses œuvres. Celles-ci rencontrent une critique favorable et un certain succès commercial, mais laissent Dine insatisfait. En 1966 il s'installe à Londres où il est exposé par Robert Fraser et pendant quatre ans peaufine sa technique. Il rentre aux États-Unis en 1970. Dans les années 1980 il se consacre davantage à la sculpture. Depuis, il semble trouver ses modèles davantage dans la nature que dans les objets fabriqués par l'homme.

## Œuvre

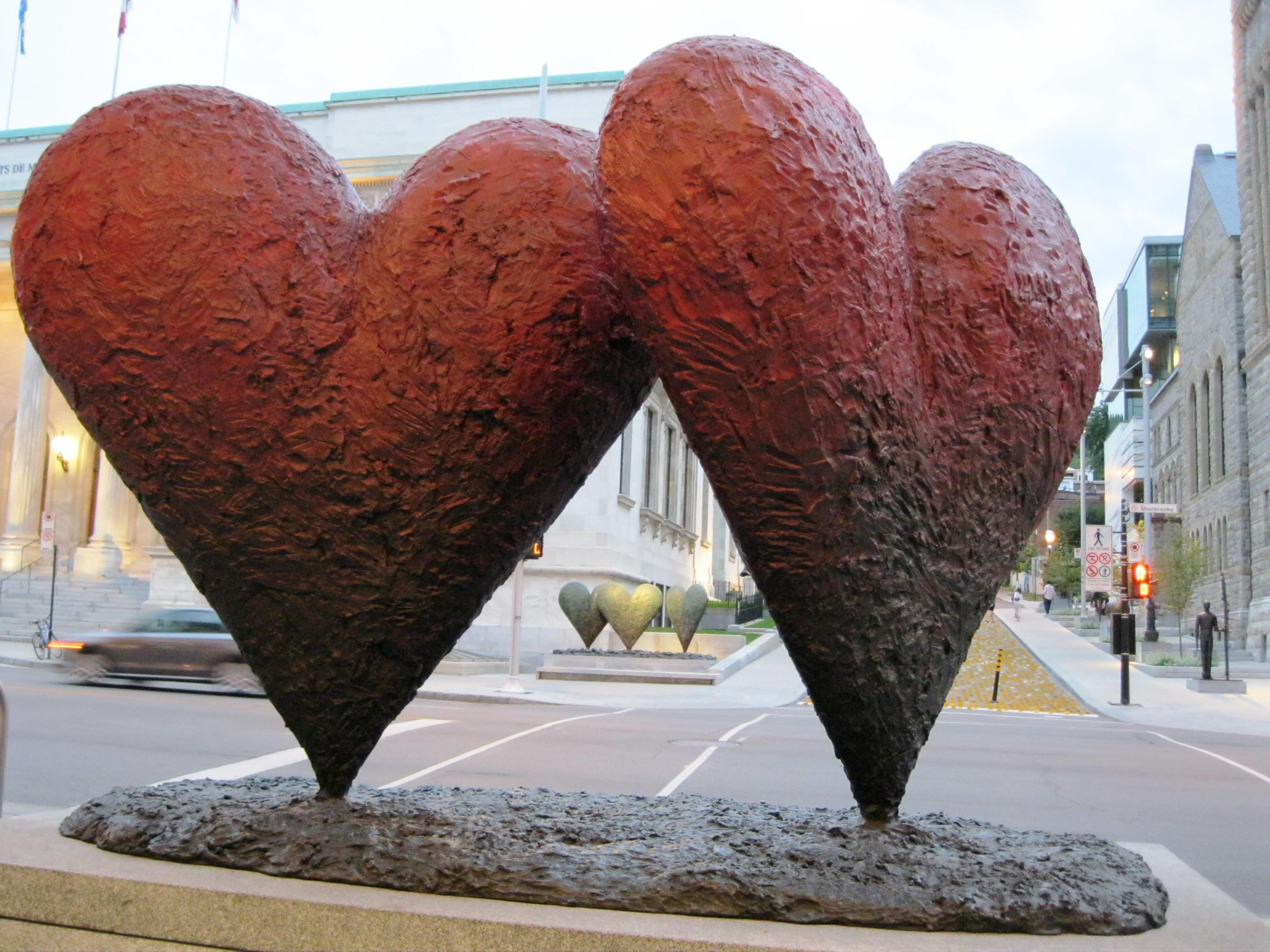
Cœurs jumeaux de six pieds
Musée des beaux-arts de Montréal

Le cœur, le peignoir, le crâne, la Vénus de Milo, le corbeau et le personnage de Pinocchio (36 lithographies pour ce dernier) sont des motifs récurrents dans son travail. Le cœur est pour lui une évocation de la féminité et de la musique. Il le peint avec des couleurs vives,hautement chaudes, lumineuses. Le résultat est puissant.
Souvent très colorées, les toiles de Dine utilisent la technique du fondu (contours estompés) et des séries, avec une infinité de variations notamment dans les nuances chromatiques. Le motif du crâne, présent comme un rappel dans les toiles au milieu de nombreux objets banals et usuels du monde contemporain, renoue avec la tradition de la nature morte appelée "vanité". A still life with a red pepper as October changes our valley de 1977 montre ainsi deux rangs de fruits qui alternent avec des bouteilles vides derrière la transparence desquelles se profile un crâne ; des assemblages comme Wheatfields, sorte de charrue surmontée d'un crâne en bronze, reprennent cette technique. Les cœurs de Dine, motif récurrent, ont été comparés à une signature de l'artiste.

## Expositions
- 1962 : Five Feet of Colorful Tools, au Museum of Modern Art, New York
- 1964 : Double Isometric Self-Portrait (Serape), au Whitney Museum of American Art, New York
- 1999: Jim Dine, 1958-1969, Solomon R. Guggenheim Museum, New York
- 2008 : L’odyssée de Jim Dine - Estampes 1985-2006, Centre de la Gravure à La Louvière[3]
- 2012 : Hello Yellow Glove, Galerie Daniel Templon, Paris[2]
- 2014 : New Paintings, Galerie Daniel Templon, Bruxelles
- 2015 : City of Glass, Galerie Daniel Templon, Paris
- 2016: Jim Dine, The Self Portraits, Musée Albertina, Vienna
- 2017 : Montrouge Paintings, Galerie Daniel Templon, Paris
- 2017: Jim Dine, Centre Pompidou, Paris
- 2019 : Jim Dine, Centre Pompidou, Malaga, Espagne
- 2020 : 
  - Jim Dine, The Classic Prints, Galerie Templon, Bruxelles, Belgique
  - Jim Dine, Palazzo delle Esposizioni, Rome, Italie
  - A day longer, Galerie Templon, Paris[4]

## Distinctions
- Membre de l'Académie des arts de Berlin[5]
- Chevalier de la Légion d'honneur 14 juillet 2019[6].